# ريناتا ريبيرو
ريناتا ريبيرو (بالبرتغالية: Renata Trevisan Ribeiro‏) (7 ديسمبر 1981 في البرازيل - ) هي لاعب كرة طائرة شاطئية ولاعبة كرة طائرة برازيلية. شاركت في الألعاب الأولمبية الصيفية 2008.

## وصلات خارجية
- ريناتا ريبيرو على موقع الاتحاد الدولي beach volleyball database (الإنجليزية)
- ريناتا ريبيرو على موقع قاعدة بيانات الكرة الطائرة الشاطئية (الإنجليزية)
- ريناتا ريبيرو على موقع أوليمبيديا (الإنجليزية)